# 테라스 (영화)
테라스(La terrazza)는 이탈리아에서 제작된 에토레 스콜라 감독의 1980년 코미디, 드라마 영화이다.

## 출연
- 마르첼로 마스트로이안니
- 비토리오 가스만
- 우고 토냐치
- 장루이 트랭티냥
- 스테파니아 산드렐리
- 세르주 레지아니
- 카를라 그라비나
- 마리 트랭티냥
- 밀레나 부코티츠
- 우고 그레고레티